# لي سون بن
لي سون بن (هانغل: 이선빈) هي ممثلة ومغنية من كورية الجنوبية. ولدت في 7 يناير 1994 في تشونان، كوريا الجنوبية. وهي معروفة ببطولتها في مسلسلات منها فريق 38، والمفقودون التسعة وعقول إجرامية، انضمت إلى فرقة الفتيات جي كيو تي في سبتمبر 2011.

## الحياة الشخصية
هي في علاقة مع الممثل إي كوانغ سو منذ يوليو 2018.  

## الأعمال

### مسلسلات
| السنة     | العنوان                        | الدور                      | ملاحظة                       | المراجع              |
| --------- | ------------------------------ | -------------------------- | ---------------------------- | -------------------- |
| 2015      | سانت وانغ القيمة               | جينزي                      | مسلسل صيني                   | [ 6 ]                |
| 2016      | مدام أنطوان                    | لي ما ري                   |                              | [ 7 ]                |
| 2016      | الفنان                         |                            | دور الكاميو (الحلقة 4)       | [ 8 ] [ 9 ]          |
| 2016      | أنسة أوه أخرى                  | صديقة جين سانغ يوم الإثنين | دور الكاميو                  | [ 10 ]               |
| 2016      | فرقة 38                        | جو مي جو                   |                              | [ 11 ]               |
| 2016      | حاشية                          |                            | دور الكاميو (الحلقة 13)      | [ 12 ] [ 13 ] [ 14 ] |
| 2017      | المفقودون التسعة               | ها جي آه                   |                              | [ 15 ]               |
| 2017      | عقول إجرامية                   | يو مين يونغ                |                              | [ 16 ]               |
| 2018      | رسم تخطيطي                     | يو شي هيون                 |                              | [ 17 ]               |
| 2018      | لقد بدأت المسرحة بالفعل        | هونغ هي-سو                 |                              | [ 18 ]               |
| 2019      | العرض الكبير                   | جونغ سو هيون               |                              | [ 19 ]               |
| 2020      | فريق بولدوج: تحقيق خارج الخدمة | كانغ مو يونغ               |                              | [ 20 ]               |
| 2020      | العداد الخارق                  | هيو هي يونغ                | دور الكاميو (الحلقة 1 و 3)   | [ 21 ]               |
| 2021      | جيريسان                        | كانغ سونغ آه               | دور الكاميو (الحلقة 15 و 16) | [ 22 ]               |
| 2021–2022 | اعمل لاحقا، اشرب الآن          | آن سو هي                   | الموسم 1-2                   | [ 23 ] [ 24 ]        |
| 2023      | الآيدول السماوي                | مدرب التمثيل               | دور الكاميو (الحلقة 5)       | [ 25 ]               |
| 2023      | الصبا                          | بارك جي يونغ               |                              | [ 26 ]               |
| 2025      | مختبر البطاطس                  | كيم مي كيونغ               |                              | [ 27 ]               |

## روابط خارجية
- لي سون بن في هانسينما
- لي سون بن على موقع IMDb (الإنجليزية)
- لي سون بن على موقع قاعدة بيانات الفيلم (الإنجليزية)